# Eero Aho
Eero-Matti Aho (ur. 26 stycznia 1968 w Oulu) – fiński aktor. Występuje w filmach, telewizji i teatrze. Jego żoną była fińska aktorka Tiina Lymi, a obecnie jest w związku z Vuokko Hovattą, która jest aktorką i piosenkarką.

## Wybrana filmografia
- Harjunpää ja kiusantekijät (1992)
- Romanovin kivet (1993)
- Juna (1994)
- Häjyt (1999)
- Juoksuhaudantie (2004)
- Käsky (2008)
- Dobry syn (Hyvä poika) (2011)
- 8-pallo (2013)
- Żołnierz nieznany (Tuntematon Sotilas) (2017)